# Kepler-419b
Kepler-419b (інше позначення KOI-1474.01) — екзопланета, гарячий юпітер, одна з двох відомих планет, що обертається навколо зорі Kepler-419. Виявлена космічним телескопом Кеплер у 2012 році, підтверджено відкриття у 2014 році. Знаходиться приблизно за 2544 світлових років від Землі в сузір'ї Лебедя. Екзопланета була відкрита за допомогою транзитного методу.

## Характеристика
Kepler-419b належить до гарячих юпітерів — екзопланет, що мають радіус і масу, близьку до планети Юпітер, але з дуже високою температурою. Вона має температуру 505 К (232 °С; 449 °F). Маса - 2,5 MJ, радіус - 0,96 RJ.
Обертається навколо зорі, що має світність у 2,7 рази більшу ніж у Сонця. По орбіті проходить приблизно кожні 67 днів на відстані 0,37 а.о. від материнської зорі, що подібно до орбіти Меркурія, що становить 0,38 а.о. від Сонця.